# غيضة غوبير
غيضة غوبير او غوبير هي منطقة طبيعية تقع على بُعد حوالي 10 كيلومترات شمال منطقة رخميت في محافظة حضرموت جنوب اليمن. وتتميّز بموقعها الجغرافي الفريد بين سفوح الجبال، وما تحتويه من أشجار النخيل، إلى جانب ما تبقى من الآثار والمنازل والحصون القديمة التي تعكس نمط الحياة التاريخي للسكان السابقين.

## الموقع
تقع غيضة غوبير ضمن النطاق الجبلي القريب من رخميت، وتُعد جزءًا من البيئات الطبيعية التي كانت مأهولة سابقًا، وتحيط بها منحدرات جبلية تمنحها طابعًا مميزًا، كما تحتوي على عدد من النخيل المنتشرة في أرضها الخصبة.

## التاريخ
تعود ملكية غيضة غوبير إلى قبيلة النحتي، وهي القبيلة التي كانت تستوطن هذه المنطقة قبل أن تنتقل إلى منطقة رخميت. ولا تزال المنطقة تحتفظ ببعض بقايا مساكنهم التقليدية وحصونهم القديمة، ما يجعلها موقعًا ذا أهمية تراثية لأبناء القبيلة.

## الزيارات
على الرغم من أن غيضة غوبير ليست محمية حكومية أو موقعًا رسميًا للسياحة، إلا أنها ما زالت تُزار من وقت لآخر من قِبل أهلها وأبناء القبيلة، سواء للترفيه أو للتواصل مع الجذور التاريخية للمنطقة.